# Йорк-Гарбор (Мен)
Йорк-Гарбор (англ. York Harbor) — переписна місцевість (CDP) в США, в окрузі Йорк штату Мен. Населення — 3132 особи (2020).

## Географія
Йорк-Гарбор розташований за координатами 43°8′35″ пн. ш. 70°38′51″ зх. д. / 43.14306° пн. ш. 70.64750° зх. д. (43.143022, -70.647489).  За даними Бюро перепису населення США в 2010 році переписна місцевість мала площу 9,05 км², з яких 8,30 км² — суходіл та 0,75 км² — водойми.

## Демографія
Згідно з переписом 2010 року, у переписній місцевості мешкали 3033 особи в 1427 домогосподарствах у складі 817 родин. Густота населення становила 335 осіб/км².  Було 1831 помешкання (202/км²).
Расовий склад населення:
| - 97,8 % — білих - 1,0 % — азіатів - 0,5 % — чорних або афроамериканців |

До двох чи більше рас належало 0,6 %. Частка іспаномовних становила 0,8 % від усіх жителів.
За віковим діапазоном населення розподілялося таким чином: 19,4 % — особи молодші 18 років, 51,8 % — особи у віці 18—64 років, 28,8 % — особи у віці 65 років та старші. Медіана віку мешканця становила 52,1 року. На 100 осіб жіночої статі у переписній місцевості припадало 81,8 чоловіків;  на 100 жінок у віці від 18 років та старших — 75,6 чоловіків також старших 18 років.
Середній дохід на одне домашнє господарство  становив 97 292 долари США (медіана — 59 840), а середній дохід на одну сім'ю — 130 709 доларів (медіана — 91 111). За межею бідності перебувало 5,2 % осіб, у тому числі 2,4 % дітей у віці до 18 років та 1,3 % осіб у віці 65 років та старших.
Цивільне працевлаштоване населення становило 1608 осіб. Основні галузі зайнятості: освіта, охорона здоров'я та соціальна допомога — 23,4 %, науковці, спеціалісти, менеджери — 17,8 %, мистецтво, розваги та відпочинок — 15,1 %.